# NHK大阪放送局
NHK大阪放送局（エヌエイチケイおおさかほうそうきょく）は、大阪府大阪市中央区大手前4丁目にある日本放送協会（NHK）の放送局である。
本項目における「東京」は、東京都渋谷区にあるNHK本部（放送センター・首都圏局）を指すものとする。

## 概要
近畿広域圏におけるNHKの拠点局。歴史的経緯やその規模から第二のNHK放送センターと捉えられがちだが、NHKは民間放送ではなく公共放送であることと、全国単一組織であるため、大阪放送局を指して準キー局と呼ぶことはない。
大阪府、京都府、兵庫県、滋賀県、奈良県、和歌山県の近畿地方共通の番組（「管中番組」）や、大阪局ローカルの番組、そして看板番組「連続テレビ小説」をほぼ半年毎に制作するなど全国向け番組も多く制作している。また西日本のお笑い芸人のステータスの一つとも言えるNHK上方漫才コンテスト（原則として毎年3月第2金曜日に生放送）の主催も行っている。
2001年（平成13年）11月、旧大阪放送会館の上町筋を挟んだ旧大阪市中央体育館跡地に新たな「大阪放送会館」（スタジオ、NHK大阪ホール、大阪歴史博物館を併設）がオープン。コールサインのJOBKから「BK」と呼ばれることもあり、自局でも「BK」の呼称を使う（後述のBKプラザ等）。
総合テレビの番組編成は、他地域の各放送局に比べ関西ローカル（自主編成）への差し替えが全時間帯において多いことが特徴である。
直下型地震による被災や放送設備のトラブルやテロ・有事など、何らかの事情でNHK放送センター（東京・渋谷）が機能不全に陥った場合、大阪放送局でテレビ・ラジオの全チャンネルを代替送出できるようになっており、屋上には衛星への送出設備が設置されている。なお試験電波を除き、これが使用されたことはない。さらに万一の場合に東京・渋谷のNHK放送センターの役割を大阪で代行できるようにするため、番組運行系・制作系システムをはじめお天気カメラ・安否情報・テレビの同時サイマル配信（NHKプラス）・IPサイマルラジオサービス2者（NHKネットラジオ らじる★らじる及びradiko）等の各種システムのバックアップが設置されており、日頃から訓練に努めるなど公共放送を担うNHKとしてのバックアップ体制が取られている。その一環として、2020年10月からは前大阪放送局長で当時NHK理事でもあった角英夫を理事職兼任の上で大阪放送局長に復帰させ、大阪に駐在させることを発表した。
さらに2021年度改編からNHK大阪放送局の機能強化の一環として、13時台の『列島ニュース』の時間拡大、金曜日に生放送番組『ニュース きん5時』（17時台）・『京コトはじめ』（14時台）・『きょうの料理 ※金曜日のみ』（12時台）を開始。一部の再放送番組においても、他曜日から金曜日に移動するなどの改編を行い、午前中から夕方にかけて大阪放送局制作の番組が放送されることとなった。
2022年4月12日、同月25日付の役員人事にて、角英夫が大阪局が起こした不祥事の責任を取るため局長を退任し、後任に小池英夫が就任すると発表された。
2023年4月11日、同月25日付の役員人事にて、小池英夫が担当替えに伴い局長を退任し、後任にメディア総局長だった林理恵が就任すると発表された。

## 組織
2021年（令和3年）4月1日付で、部制度からセンター制（一時的に採用実績有）に見直された。
この見直しはNHKのいわゆる「令和改革」の拠点局におけるモデルケースとして位置づけられ、他の放送局に先行する形で実施された。但し大阪局は本部のバックアップ拠点とされていることもあり、一部で部がセンターの下に残っている。
経営管理センター
近畿地方の各放送局統括管理部門
コンテンツセンター（旧：放送センター）
報道、アナウンス（旧：放送部）、番組制作、技術など現業部門
視聴者リレーションセンター（旧：視聴者センター）
営業（旧：営業推進部・現：同センター開発推進部管轄）、広報など対視聴者部門

## 沿革
- 1925年（大正14年）
  - 2月28日 - 社団法人大阪放送局設立。
  - 5月10日 - 三越呉服店大阪支店屋上からラジオ第1の試験放送開始。
  - 6月1日 - 三越呉服店大阪支店屋上から仮放送開始。
- 1926年（大正15年）
  - 8月20日 - 社団法人大阪放送局解散、一切の権利義務を社団法人日本放送協会が継承し社団法人日本放送協会関西支部に改称（放送時は大阪中央放送局と呼称）。
  - 12月1日 - 大阪市天王寺区上本町9丁目（現：近鉄タクシー本社所在地付近）の上本町演奏所から本放送開始。
- 1927年（昭和2年）8月13日 - 第13回全国中等学校優勝野球大会を実況中継（全国高校野球選手権大会中継の開始）。
- 1928年（昭和3年）8月1日 - 全国に先駆けて『ラジオ体操』放送開始[11]。
- 1933年（昭和8年）6月26日 - ラジオ第2の放送開始。
- 1936年（昭和11年）12月12日 - 大阪市東区（現：中央区）馬場町に、初代大阪放送会館落成。
- 1950年（昭和25年）
  - 3月10日 - 大阪テレビジョンの実験放送（JOBK-TVX）をVHF4chで開始[12]。
  - 6月1日 - 放送法施行に伴い社団法人日本放送協会が解散、特殊法人としての日本放送協会が一切の権利義務を継承。
- 1951年（昭和26年）11月3日 - 堺放送所（ラジオ）の運用開始[12]。
- 1952年（昭和27年）4月 - 大阪テレビジョンが週二回の定期実験放送開始。開始音楽は『天国と地獄』（オッフェンバッハ）
- 1953年（昭和28年）8月13日 - 大阪テレビジョンが開通したばかりのNHK自営マイクロ上り回線を使って、高校野球を名古屋、東京に向けて実況中継。
- 1954年（昭和29年）3月1日 - 総合テレビの本放送を4chで開始（後に毎日放送が使用）。
- 1958年（昭和33年）
  - 2月20日 - 生駒山よりFM実験放送開始（JOBK-FMX, 88.1Mc, 1 kW。1961年6月15日に10kWに増力）。
  - 11月29日 - 米軍からレーダー用に使用されていた1・2chの各帯域が返還されたことを受けて、総合テレビのチャンネル番号を4chから2chへ変更。空いた4chは毎日放送（同年6月1日付で前述の『新日本放送』から社名を変更）に割当（翌年3月1日に地上アナログ本放送を開始）。
- 1959年（昭和34年）4月1日 - 教育テレビ12chの放送開始。NHK大阪放送局初の電子音楽の制作。
- 1960年（昭和35年）9月10日 - テレビのカラー本放送開始。当初は、東京からのカラー放送の放送回線が整備されていなかったため、東京から送られてきたカラーVTRやカラーフィルムをそのまま放送していた（ちなみにNHK大阪でのカラー第1回放送は、総合テレビで、カラー放送開始記念番組『長唄 -京鹿子娘道成寺-』のカラーVTR放送だった）。
- 1962年（昭和37年）6月10日 - 電電公社（当時、現・NTT）が、テレビネット用のマイクロ波回線を東京→大阪間で高規格化し、カラーテレビ伝送の暫定運用が開始（翌月1日から正式開始）。これにより、東京からのテレビ番組が（総合・教育共）、同回線を経由しての放送が開始され、東京・大阪の完全同時カラー放送が実現する（これにより、カラーで放送するための同番組の東京からのビデオテープ・フィルム送りを終了）[13]。
- 1963年（昭和38年）11月12日 - 大阪放送会館新館落成（テレビスタジオのみ、8月から先行使用）[14]。
- 1964年（昭和39年）
  - 2月4日- FMのステレオ放送を開始。（当時はFM放送用のステレオ回線が実用化されていなかった為に、ステレオ放送を行うに当り、それが1978年10月1日に実用化されるまでは、東京から事前に番組のパッケージ・テープを送って放送していた。）[15]
  - 4月6日 - 大阪局制作の連続テレビ小説の第1作、『うず潮』放送開始。
- 1969年（昭和44年）
  - 2月13日 - ラジオの送信所を堺から美原（ラジオ第1）、羽曳野（ラジオ第2）に移転。同時にラジオ第2放送が100kWから300kWに増力され、初の無人化大電力放送所として運用開始[16][17]。
  - 3月1日 - FMの本放送開始[18]。
  - 12月21日 - 総合テレビにて、東京と同時に、音声多重放送の2か国語放送の実験放送を開始（同放送の初めの番組は、米の劇映画『ぼくはついてる』）[19]。
- 1970年（昭和45年）
  - 日本万国博覧会が大阪で開催。その模様を、大阪から総合テレビにて完全カラー放送。開会式・閉会式及び万博の1週間の出来事を伝えた番組「万国博の話題」の日曜放送分は、東京と共に音声多重の2か国語放送を実施した[20]。
  - 12月24日 - UHFテレビ実験局（14ch）開局（1975年4月6日まで）[21]。
- 1971年（昭和46年）
  - NHK大津放送局（28ch）を皮切りに、他の関西各府県でも府県域放送の総合テレビジョン放送が開始され、それと共にNHK大阪総合は大阪府域局扱いとなる。
  - 6月1日 - NHKがFM放送を府県域化するにあたり、当時大阪市北区に送信所があったエフエム大阪と共に飯盛山に共同でFM専用の新送信所を設置し、従来の生駒山のNHK-FM送信所は廃局された。
  - 7月1日 - 組織改正により大阪中央放送局から近畿本部に改称。
- 1973年（昭和48年）12月9日 - この日の19時のニュースを最後に、音声多重放送の実験を一旦中止する[22][23]。
- 1975年（昭和50年） - 「原爆投下時に大阪放送局への呼びかけをした女性アナウンサーが無事かどうかを知りたいので調べてほしい」という手紙が届き、当時、大阪放送局の職員だった白井久夫が調査を開始する[注 7]。
- 1978年（昭和53年）
  - 10月1日 - 総合テレビでの音声多重放送を、実用化試験放送として再開。当初は2か国語放送のみ（大阪での第1回放送は「午後5時のニュース」[24]）。
  - 同日 - FM放送のPCMデジタル・ステレオ回線の運用を東京-名古屋-大阪間で開始。これにより、大阪・名古屋での同ステレオ放送で長年行っていた全国放送の放送素材をアナログ・テープで事前に各局に送ってからの放送を終了。
  - 12月31日 - 総合テレビで、「第29回NHK紅白歌合戦」にて、大阪局のネット受けにて、初のステレオ放送を行う[25][26]。
- 1979年（昭和54年）
  - 3月27日 - この日から、阪神甲子園球場で開催された「第51回選抜高校野球大会」の総合テレビの放送にて、大阪局発のステレオ放送を行う(翌月の7日の決勝戦及び閉会式まで)。この模様は、テレビ中継の東京への上り放送回線で初めて、ステレオで送られ、東京でもステレオで放送された[27][28]。
  - 8月8日 - 総合テレビのネット受け番組に於いてのステレオ放送が開始される[29][30]。
- 1980年（昭和55年）7月25日 - 組織改正により大阪放送局に改称。
- 1982年（昭和57年）12月 - 総合テレビでの音声多重放送が本放送となる。
- 1983年（昭和58年）5月 - 文字字幕放送開始。
- 1985年（昭和60年）11月 - 文字多重放送開始。
- 1986年（昭和61年）8月4日 - 大阪放送局と韓国・KBS釜山放送本部の間で地域放送の協力協定を結ぶ[31]。
- 1987年（昭和62年）5月29日 - 大阪放送局と中国・上海電視台の間で協力協定を結ぶ[31]。
- 1990年（平成2年）10月1日 - 教育テレビでの音声多重放送を開始（東京・名古屋と同時）。
- 1995年（平成7年）1月17日 - 阪神淡路大震災（兵庫県南部地震）が発生し、この日以降暫くの間は東京からの放送を行う中で随時当局からの放送を交えながら報道特番を続けた。
- 2001年（平成13年）11月3日 - 2代目大阪放送会館（大阪歴史博物館を含む）落成（放送業務は同年10月29日より）。
- 2003年（平成15年）12月1日 - 地上デジタル放送開始。
- 2011年（平成23年）7月24日 - 正午をもってアナログ放送を終了。翌日（7月25日）の午前0時に完全停波。
- 2013年（平成25年）5月27日 - 17時より『NHKネットラジオ らじる★らじる・大阪』の配信を開始。（他、仙台・名古屋も同時開始）
- 2018年（平成30年）4月12日 - 正午より民放ラジオポータルサイト『radiko』の実験配信（全国規模）を開始[32]。
- 2019年（令和元年）6月14日 - 組織改正により大阪拠点放送局に改称[33][34]。
- 2020年（令和2年）2月14日 - テレビ主調整室の機材更新により、大阪放送局送出の番組でもチャンネルロゴ表示「NHK G」「NHK E」が表示されるようになった。
- 2021年（令和3年）
  - 3月3日 - NHKプラスで地域向けのテレビ番組の見逃し配信が開始[35]。
  - 4月1日 - NHK「令和改革」のモデルケースとして、部制（放送部・営業推進部等）からセンター制に見直され、経営管理センター（近畿地方各放送局統括管理）、コンテンツセンター（旧：放送センター）、視聴者リレーションセンター（旧：視聴者センター）へ再編された[10]。
- 2022年（令和4年）4月1日 - 名称を大阪放送局に戻した[36]。

## 放送局史・記念誌
- 大阪放送局沿革史（日本放送協会関西支部）1934年5月15日発行[37]。
- こちらJOBK NHK大阪放送局七十年（NHK大阪放送局七十年史編集委員会 企画・編集）1995年5月31日発行、p.328[38]。
- NHK大阪放送局開局80年 大正・昭和から平成へ（1925年～2005年）（日本放送協会 編、NHK大阪放送局BK開局80周年記念誌編集委員会 発行） 2005年3月発行、p.108。

## 主なチャンネル・周波数
放送対象地域（教育テレビとラジオ第2放送は放送区域）
総合テレビ：大阪府
教育テレビ：大阪府・兵庫県・京都府・滋賀県・奈良県・和歌山県
ラジオ第1放送：大阪府・兵庫県・京都府・滋賀県・奈良県・和歌山県
ラジオ第2放送：大阪府・兵庫県・京都府・滋賀県・奈良県・和歌山県
FM放送：大阪府
- 太字は親局、それ以外はすべて中継局。
- コールサインは総合・ラジオ第1（FM）系統がJOBK-（DTV） -（FM）、Eテレ・ラジオ第2系統がJOBB-（DTV）。

### デジタルテレビ

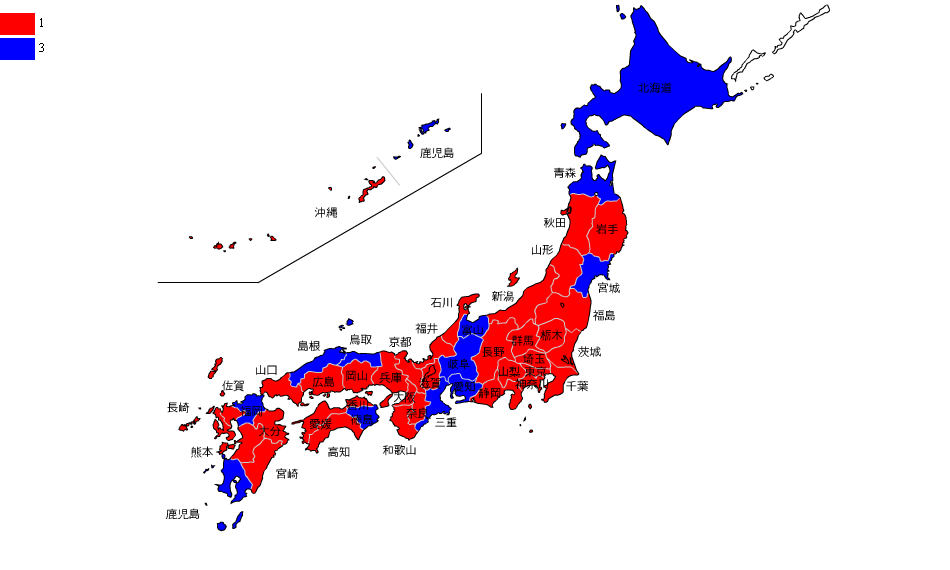
NHK総合のリモコンキーID

リモコンキーIDを在阪広域民放4局はすべてアナログ放送のチャンネルを引き継ぐ。これに対しNHKは、他の関西圏内の放送局も含め、総合・Eテレともに引き継がない。五大都市圏のNHK拠点局で唯一NHK総合はアナログと異なる番号になった。
- ch番号の前にVが付いた局は垂直偏波。

総合テレビ リモコンキーID：1
- 大阪 24ch JOBK-DTV 3 kW（生駒山）
- 川西池田 V24ch 0.3W（釣鐘山、域外中継局）
- 中能勢 50ch 0.3W
- 西能勢 27ch 0.3W（栗栖山）
- 柏原 24ch 1W（玉手山）
- 岬深日 29ch 0.05W
- 豊能吉川 42ch 0.3W（高代寺山中腹）
- 枚方尊延寺 V37ch 0.01W
- 箕面千里丘 41ch 2W

大阪府域局だが、兵庫県の阪神平野と大阪湾沿岸、京都府の山城盆地一円、奈良県の奈良盆地全域、滋賀県大津市藤尾台、和歌山県和歌山市大川、三重県伊賀地方等でも受信可能である。大阪府外で視聴の場合は3桁表示は011-1または011-2と表示され、リモコン番号1chは地元のNHK総合（三重県は東海テレビ放送）となるため、例えばCATVのベイコミュニケーションズ（兵庫県に属す尼崎市、伊丹市、西宮市等）では9chに設定される。
教育テレビ リモコンキーID：2
- 大阪 13ch JOBB-DTV 3 kW（生駒山）

※大阪府外の中継局はそれぞれのNHK府県域放送局の項を参照。
- 川西池田 V13ch 0.3W（釣鐘山）
- 中能勢 52ch 0.3W
- 西能勢 29ch 0.3W（栗栖山）
- 柏原 13ch 1W（玉手山）
- 岬深日 33ch 0.05W
- 豊能吉川 44ch 0.3W（高代寺山中腹）
- 枚方尊延寺 V39ch 0.01W
- 箕面千里丘 36ch 2W

### アナログテレビ
2011年7月24日停波時点
- ch番号の前にVが付いた局は垂直偏波。

総合テレビ
- 大阪 2ch JOBK-TV 10 kW（生駒山）
  - ※本局は1958年11月29日、国内で2chを初めて導入した送信所でもある。

- 川西池田 V52ch 3W（釣鐘山。域外中継局）
- 中能勢 43ch 3W
- 西能勢 51ch 3W（栗栖山）
- 柏原 52ch 10W（玉手山）
- 泉南金熊寺 52ch 0.1W
- 岬深日 52ch 0.5W
- 石切 51ch 0.5W（生駒山中腹）
- 天見 V52ch 0.1W
- 枚方尊延寺 V59ch 0.1W（枚方霊園）
- 河内長野寺元 50ch 0.1W
- 国分市場 43ch 0.1W（国分中学校）
- 河内長野清見台 V43ch 0.1W
- 豊能吉川 27ch 3W（高代寺山中腹）

教育テレビ
- 大阪 12ch JOBB-TV 10 kW（生駒山）
  - ※本局は国内で12chを最初に導入した送信所でもある[39]。
  - ※大阪府を除く近畿1府4県の中継局についてはそれぞれのNHK府県域放送局の項を参照。
- 川西池田 V50ch 3W（釣鐘山）
- 中能勢 45ch 3W
- 西能勢 49ch 3W（栗栖山）
- 柏原 50ch 10W（玉手山）
- 泉南金熊寺 62ch 0.1W
- 岬深日 50ch 0.5W
- 石切 49ch 0.5W（生駒山中腹）
- 天見 V50ch 0.1W
- 枚方尊延寺 V49ch 0.1W（枚方霊園）
- 河内長野寺元 60ch 0.1W
- 国分市場 45ch 0.1W（国分中学校）
- 河内長野清見台 V45ch 0.1W
- 豊能吉川 25ch 3W（高代寺山中腹）

#### 総合テレビのチャンネル番号について
開局当初のNHK大阪総合（毎日放送がAM単営ラジオ局の新日本放送時代）は、4chで送信されていた。
チャンネル番号が変更されたきっかけは、毎日放送と讀賣テレビ放送の周波数割り当てに対して正力松太郎がNHK大阪総合を4chから2chへ変更し讀賣テレビ放送を日本テレビと同じ4chにするよう提案したからであった。
近畿2府4県内の新聞テレビ欄やテレビ雑誌でもNHK総合は「2」と表記されていた。近畿1府4県内のあるケーブルテレビ局では大阪総合の再送信廃止を機に地元のNHK総合を2chに変更したケースもある。
大阪府外の近畿1府4県で大阪局を受信できない場合（Eテレと民放を中継局から受信する区域）、地元のNHK総合は大概リモコンを「2」に設定されていた。
例えば兵庫県の場合、神戸市北区西部・三田市・丹波・播州（神戸市垂水区、西区を含む）・但馬ではNHK神戸総合のリモコンを「2」としていた。

### ラジオ
第2放送は国内の中波送信所では、札幌・秋田・本局・熊本とともに高出力を誇る。
ラジオ第1放送
- 大阪 666kHz JOBK 100kW（堺市美原区）

ラジオ第2放送
- 大阪 828kHz JOBB 300kW（羽曳野市）

FM放送
- 大阪 88.1MHz JOBK-FM 10kW（飯盛山）
- 中能勢 82.5MHz 10W

## 支局・営業センター
支局
- 関西空港（関西国際空港）

営業センター
- 中央（大阪市中央区、大阪放送局内にある）
- 天王寺（大阪市天王寺区）
- 千里（豊中市）
- 堺（堺市堺区）

## 海外の提携局
- 韓国 KBS釜山放送総局

## 主な大阪局制作番組一覧
2024年4月1日以降。現在の番組の詳細は、公式サイトの大阪局制作番組一覧を参照。
- 連続テレビ小説（総合・BSプレミアム4K、年度下半期）
- 関西ウィーク（主に総合・ラジオ第1、毎年11月初旬）
- 大相撲三月場所（春場所、大阪場所）実況中継（総合・BS・BSプレミアム4K・ラジオ第1）
- 選抜高等学校野球大会実況中継（総合・Eテレ・ラジオ第1、3月中旬 - 4月上旬、2020年は放送無し[注 10]）
- 全国高等学校野球選手権大会実況中継（総合・Eテレ・ラジオ第1、8月、2020年は放送無し[注 11]）
- NHKプロ野球（阪神タイガース戦・オリックス・バファローズ戦、総合テレビ[注 12]・BS・ラジオ第1）
- 皇后盃全国都道府県対抗女子駅伝競走大会（総合・ラジオ第1、1月第2または第3日曜日、2021年は放送無し[注 10]）
- 社会人野球日本選手権大会決勝（Eテレ・BS、毎年11月中旬）
- 全国高等学校駅伝競走大会（総合・ラジオ第1、12月下旬）
- 大阪マラソン（総合、2月下旬）

### 総合テレビ
全国放送
- 列島ニュース（平日 13:05 - 13:55・14:05 - 14:49、国会中継・特設ニュース放送時、高校野球・オリンピック期間中は休止[注 13]）
- 激突メシあがれ〜自作グルメ頂上決戦〜（水曜日 19:57 - 20:42）
- 歴史探偵（水曜日 22:00 - 22:45、再放送：火曜日 23:50 - 24:35）
- 探検ファクトリー（土曜日 12:15 - 12:40）
- うたコン（原則毎月第4火曜日 19:57 - 20:42）
- 夜ドラ（月曜日 - 木曜日 22:45 - 23:00、毎年度につき1作を大阪局が制作）
  - これらの全国放送番組は大阪局に日常的な全国向け番組送出設備が備わっていないため、東京・放送センターから送出される[注 14][注 15]。

近畿2府4県向け放送
太字はNHKプラスの「ご当地プラス」において見逃し配信を実施している番組。
- ニュース・気象情報（関西）
  - 平日 5:56 - 5:59、6:28 - 6:30、6:53 - 7:00[注 16]、11:54 - 12:00[注 17]、12:15 - 12:20[注 18]、15:07 - 15:10（国会中継時・高校野球期間中は休止）、17:57 - 18:00（プロ野球中継〈阪神戦またはオリックス戦〉を放送する日は17:59まで、大相撲・高校野球期間中は休止）[注 19]
  - 土曜日 5:55 - 5:59、6:28 - 6:30、6:53 - 7:00[注 20]、11:57 - 12:00、12:10 - 12:15、18:45 - 18:59（『ほっと関西 サタデー』休止時のみ）[注 21]、20:55 - 21:00[注 22]
  - 日曜日 5:55 - 5:59、6:53 - 7:00、7:40 - 7:45、11:57 - 12:00、12:10 - 12:15、18:45 - 18:59[注 21]、20:55 - 21:00[注 23]
  - 祝日 5:55 - 5:59、6:53 - 6:59、7:25 - 7:30、7:57 - 8:00、11:57 - 12:00、12:10 - 12:15、18:45 - 18:59[注 21]、20:55 - 21:00[注 24]
  - 年末年始 6:56 - 6:59、7:15 - 7:20、11:57 - 12:00、12:10 - 12:15、18:50 - 19:00[注 25]、20:55 - 21:00（12月31日を除く）[注 26]
- おはよう関西（平日 7:45 - 8:00）
- ぐるっと関西おひるまえ（平日 11:30 - 11:54、国会中継時・高校野球を含むスポーツ中継時は休止）
- ほっと関西（平日 18:00 - 18:59、18:30まで近畿ブロック放送・18:30以降は大阪府域放送）
- ニュース845〜関西のニュースと気象情報〜（平日 20:45 - 21:00、大阪府域放送）
- えぇトコ（木曜日 20:15 - 20:40[注 27]）
  - 『NHK地域局発』（土曜日 5:10 - 5:35）でも全国放送（近畿地方は『とっておき!朝から笑タイム』を放送）。
- かんさい熱視線（金曜日 19:30 - 19:57、再放送：土曜日 11:25 - 11:52）
  - 大阪以外の各府県では、不定期に金曜夜の本放送枠を府県域番組に差し替える場合があり、その場合差し替えを行使した府県では土曜午前の再放送枠が本放送扱いとなる。
- とっておき!朝から笑タイム（土曜日 5:10 - 5:40）
- ウイークエンド関西（土曜日 7:30 - 8:00）
- ほっと関西サタデー（土曜日 18:05 - 18:59、プロ野球など全国放送のスポーツ中継がある時、または春の大型連休・お盆・年末年始と重なる場合は休止）

単発
- 鉄オタ選手権（不定期放送）
  - 近畿地方向けの放送はBSプレミアムでも放送。
- ヒューマン×2@かんさい（不定期放送）

特別番組
- シリーズ 御堂筋線モダン建築でたどる大阪100年（2023年6月8日、15日放送）
- カンサイ・コント・ナイト

### 教育テレビ（Eテレ）
全国放送
- バリバラ〜障害者情報バラエティー〜（木曜日 20:00 - 20:30）
- すてきにハンドメイド（木曜日 21:30 - 21:55、毎月1回は大阪局が制作）
- きょうの料理（水曜日 21:00 - 21:25）
- 趣味どきっ!（不定期）
- まる得マガジン（不定期）
- 古典芸能への招待（不定期）

近畿2府4県向け放送

### ラジオ第1放送
全国放送
- にっぽん列島夕方ラジオ「関西ラジオワイド」（月曜日 - 金曜日 16:05 - 16:55・月曜日 17:05 - 17:55[注 28]、大相撲・高校野球期間中は休止、国会中継時も休止・短縮の場合あり）
- 関西発ラジオ深夜便（毎月第1 - 3 金曜日 23:05 - 29:00、FMでも25:00以降同時放送）
- 上方演芸会（土曜日 19:20 - 19:45）

近畿2府4県向け放送
- マイあさ!関西（月曜日 - 土曜日 7:40 - 8:00）
- 関西ラジオワイド（火曜日 - 金曜日 17:05 - 18:00、大相撲・高校野球期間中は休止）
- ローカルニュース・気象情報・交通情報（原則として5時 - 21時台のそれぞれ毎時55分から次の00分まで。11時台と18時台は50分より。他に7:20 - 25<土・日・祝日 7:15 - 20>、12:15 - 20<同 12:15 - 20>、土・日・祝日 19:15 - 20に放送）

※5・6・11・13・15時台はローカルニュースはなく、気象・交通情報（5・6・12時台除く）、および管内各府県の自治体・地域団体のイベント、放送局主催のイベント情報を送る。
※朝7時前の気象情報は泊り勤務のナウンサーと気象予報士の掛け合いで進行している。
※12時台（月曜日 - 土曜日）は気象情報・お知らせ・防災ひとくちメモを放送している。
※毎時28分頃にも音楽に乗せて交通情報を伝える（7時台 - 19時台まで、日曜・年末年始は18時台まで）。
※時間帯により大津（彦根送信所発）では各局別ローカルニュースに差し替える場合がまれにある。また土曜・日曜・祝日の20:55 - 21:00（日曜・祝日と大型連休中と年末年始は19:55 - 20:00も同）については、ローカル枠とはせず東京からの全国の天気・交通情報となる場合もある。
- 関西発いのちのラジオ（毎年9月1日 9:05 - 11:50 NHK大阪・MBSラジオ・朝日放送ラジオ・ラジオ大阪・KBS京都・ラジオ関西・和歌山放送の共同制作）

### FM放送
近畿2府4県向け放送
- ローカルニュース・気象情報

原則5:55 - 6:00、6:55 - 7:00、7:20 - 7:25<土曜・日曜・祝日のみ7:15 - 7:20>、11:50 - 12:00、12:15 - 12:20<土曜・日曜・祝日のみ12:10 - 12:15>、18:50 - 19:00、土曜・日曜・祝日のみ19:15 - 19:20にラジオ第1と同時放送。
このうち、18:50枠については平日は京都局のみローカル枠に差し替え。かつては18時台『夕べのひととき』相当枠や、土曜日 15:00 - 18:00『FMリクエストアワー』相当枠を府県別編成にしたことがあった。
なお、過去に23時台（当初23:55 - 24:00→後に23:10 - 23:20）にローカルニュースを行ったことがあったが、2006年4月2日にこれが廃止されたため、現在FMでのローカル最終版のニュースは行っていない（突発的な事件・災害時を除く）。
※なお、こちらも大阪府域向けの定時番組は制作されていない（ローカルニュースはラジオ第1と同時放送であり、「近畿（関西）地方のニュース・気象情報・お知らせ」となるため）

### 過去の主な制作番組

#### 総合テレビ
| 全国放送 - 土曜ひる席（1967年4月8日 - 1978年4月1日） - 三枝の笑タイム（1978年4月8日 - 1980年4月5日） - 大阪発ユーモア列車（1980年4月12日 - 1982年4月3日） - 土曜なにわ亭（1982年4月10日 - 1983年4月2日） - しゃべくりバラエティー 日本一（1983年4月9日 - 1985年3月） - バラエティー生活笑百科（1985年4月6日 - 2022年4月9日） - バラエティーざっくばらん（1994年4月10日 - 1996年3月5日） - 堂々日本史（1996年3月26日 - 1999年3月16日） - オモシロ学問人生（1997年4月1日 - 2000年3月15日） - その時歴史が動いた（2000年3月29日 - 2009年3月18日） - 今夜は見せまっせ - 初笑い!浪花夢一座（正月特番） - 三枝とナニワ三姉妹! - 歴史秘話ヒストリア（2009年4月1日 - 2021年3月17日） - ゆうどき 関西発（2013年4月5日 - 2015年3月6日） - 情報まるごと（月1回[曜日不定]） - きわめびと（2014年4月18日 - 2019年3月16日） - ごごナマ おいしい金曜日（2017年4月7日 - 2021年3月5日） - ニュース きん5時（2021年3月5日 - 2024年3月8日） - 京コトはじめ（2021年3月12日 - 2024年3月29日） - サンドどっちマンツアーズ（2023年4月9日 - 2024年2月25日） | 近畿2府4県向け放送 - BKニュース - 近畿の話題 - 関西の窓 - 午後の話題（ - 1971年） - 府県の話題（1971年4月5日 - ） - 近畿'72→近畿'73（1972年4月9日 - ） - ごきげんさん（1973年4月5日 - 1977年3月17日） - ニュースワイド640→ニュースワイド630（1976年4月5日 - 1988年4月1日） - きんき'77→きんき'78（1977年4月 - 1978年3月） - きんきの詩人 - チャンネル近畿（1978年4月 - ） - ニュースワイドきんき（1980年4月7日 - 1988年4月2日） - BKスペシャル（1980年10月30日 - ） - 木曜チャンネル（1981年4月9日 - ） - BK芸能スペシャル（1982年4月17日 - ） - ビデオ紀行（1983年4月 - ） - NHKきんき特集（1983年4月 - ） - ニュース850（1984年4月2日 - 1985年3月29日） - BKくらしのチャンネル（1984年4月4日 - ） - ニュース845（1985年4月1日 - 1989年3月31日） - NHKモーニングワイドきんき（1988年4月4日 - 1993年4月3日） - イブニングネットワークきんき（1988年4月4日 - 1997年3月31日） - きんき845（1989年4月3日 - 1993年4月2日、1996年4月1日 - 1997年3月31日） - くらしのチャンネルきんき - 関西スクエア - 発信基地 - アジアマンスリー - ちょっといい旅 - 阪神大震災・安否確認情報 - 関西おひるまえ（ - 2001年3月） - ニュースパーク関西（1997年4月1日 - 2001年3月30日） - 夕方5時です千客万来（1999年4月 - 2000年3月） - 夕方5時ですとっておき関西（2000年4月 - 2003年3月） - とっておき関西おひるまえ（2001年4月 - 2003年3月20日） - ニュースかんさい発（2001年4月2日 - 2003年3月28日） - 上方演芸ホール（2001年11月19日 - 2011年3月3日） - かんさいニュース1番（2003年3月31日 - 2008年3月28日） - 4時です 上方倶楽部（2003年4月 - 2005年3月11日） - ぐるっと関西プラス（2005年4月9日 - 2009年3月14日） - もっともっと関西→もっともっと関西2!（2006年4月3日 - 2008年3月6日） - 関西もっといい旅 - かんさいミッドナイトセレクション（2005年4月2日 - 2012年3月、日曜未明=土曜深夜） - よるtoもっと（土曜未明=金曜深夜） - かんさい特集（2006年4月 - 2012年3月） - テレビ de ぼやき川柳 - GO!GO!KAN-POP（2007年4月6日 - 2008年3月7日） - 目指せ!地デジ芸人 ウーイェイ（関西ローカルであったが、2011年1月 - 3月までワンセグ2でも全国放送） - ニューステラス関西（2008年3月31日 - 2015年3月27日、一部の時間帯を除き府県別放送） - とびきり（2009年4月3日 - 2011年2月25日） - まちけん参上!（2016年4月10日 - 2020年3月24日） - ふたりは最高♪大阪SHOW TIME - 上方落語の会 - ルソンの壺（2007年4月8日 - 2021年3月21日） - 関西"愛"認定バラエティー ちゃうんちゃう?（原則として最終週の土曜日 20:15 - 20:48） |

#### 教育テレビ（Eテレ）
全国放送
- たのしいきょうしつ（1964年4月6日 - 1994年4月1日）
- いってみようやってみよう（1985年4月9日 - 2004年3月15日）
- ティーンズTV世の中なんでも現代社会
- ストレッチマンシリーズ（2013年度より東京制作に移管）
- きらっといきる（1999年4月7日 - 2012年3月30日）
- みてハッスルきいてハッスル（2004年4月5日 - 2009年3月11日）
- コミ☆トレ（2009年4月6日 - 2011年3月）
- 学ぼうBOSAI（2013年4月10日 - 2022年3月15日）

近畿2府4県向け放送
- おやこであそぼ!ふれあいタイム
- 生誕100年 司馬遼太郎 雑談 「昭和」への道（2023年8月25日 - 同年11月17日）

#### BS放送
BS1
- BS列島ニュース

BS2
- 大阪発元気ダッシュ!DOYAH（2001年11月29日 - 2005年2月12日）
- 西川きよしのバンザイ家族（2005年4月24日 - 2007年2月23日）

#### ラジオ第1放送
全国放送
- 関西発土曜サロン（1996年4月27日 - 2000年2月26日）
- かんさい土曜ほっとタイム（2004年4月3日 - 2019年3月16日）

近畿2府4県向け放送
- 近畿のみなさんへ
- 話題のオルゴール
- 郷土の手帳
- 近畿パトロール
- こんにちはきんき（1981年10月5日 - ）
- きんきホットライン（1984年4月2日 - 1997年3月31日）
- 関西ホットライン（1997年4月1日 - 2020年3月28日）
- マイあさ!関西（2020年3月30日 - 2023年4月1日）
- こんにちは地球市民 （1997年3月31日 - ）
- 関西ラジオ夕刊 （1997年3月31日 - ）

#### ラジオ第2放送
全国放送
- 株式市況〜大阪市場から〜

※株式市場が休業となる祝日・振替休日および12月31日・1月2日・1月3日を除く月 - 金曜日、17:00 - 17:45の東京市場（東証第一部上場企業の終値）に引き続いて17:45 - 18:00に放送されてきたが、東証と大証の経営統合により大証での株取引が2013年7月12日をもって終了（東証に一本化）したことにより、放送も同日をもって終了。なお、2013年7月16日以降は東京市場のみで17:00 - 17:50の放送に変更された。
- バリバラR

近畿2府4県向け放送
- ともに生きる（2001年4月 - 2012年4月1日）

#### FM放送
全国放送
- 夜のしらべ（1971年4月5日 - 1978年11月22日)
- 朝のポップス（1978年11月23日 - 1985年3月29日)

近畿2府4県向け放送
- FMリクエストアワー
- BKジョッキー
- 夕べのひととき（1984年4月2日 - 1998年3月31日）
- サタデーホットリクエスト・WEST
- イブニング・ミュージック・ライン（1998年4月1日 - 2003年3月28日）
- かんさいeスクエア（2003年3月31日 - 2009年3月27日）
- 大阪発デジタルバザール（FM。原則毎月最終週の平日の3 - 4日間。2009年12月まで）

東京・大阪で行われているNHKデジタルラジオの再放送扱い。デジタルラジオでは夕方の時間帯に定時放送されている（関東地方の一部地域でも受信可）。なおこのため、近畿2府4県のみFMの定時放送（当時 0:00 - 0:50放送）『インストルメンタル・ジャーニー』を聴くことができなかった。
- FMサウンドポケット なみはな（2009年3月30日 - 2016年4月1日）
- ラジオNMB48（2013年4月28日 - 2015年3月28日）
- かんさいミュージックBOX なみはな（2016年4月4日 - 2018年3月30日）

### 放送休止のアナウンスについて
近畿6府県6放送局については、放送休止となる場合（原則として毎月第1・3日曜深夜、並びに春季・秋季特定期間のメンテナンス期間）の総合テレビ・ラジオ第1・FMの、休止前の告知は、原則として「一部の地域（全域である場合は省略の場合あり）を休止する」との説明がある（2022年4月以後は総合テレビではNHK放送センター制作のものが使われているが、一部地域のみの休止である場合、対象地域以外でも放送休止の旨が放送されている。2023年度からは「一部の地域」とアナウンスされるようになった）。またNHK大阪ホームページから「放送休止のお知らせ」で詳細な休止地域（休止を行う送信所）を発表していたが、2025年3月より送信所の発表は行わなくなり「府県名の一部」と発表している。

## アナウンサー・キャスター

### アナウンサー
- NHK放送センターのバックアップ局であるためか、大部分が東京アナウンス室やラジオセンターの出身者で構成されている。事実、東京からこの放送局に異動してくるアナウンサーは多く、逆にこの局から東京に異動するアナウンサーも多い。
- *印は過去に大阪放送局に勤務経験があることを示す。前任地が太字の人はその局が初任地。
- 出身地が書かれているアナウンサーは地元要員。

| 氏名        | 前任地               | 主な担当番組                                                            | 備考                           |
| 男性        | 男性                 | 男性                                                                    | 男性                           |
| ----------- | -------------------- | ----------------------------------------------------------------------- | ------------------------------ |
| 金子哲也    | 広島                 | アナウンスグループ統括 （部長級・専任）                                 | 管理業務主体。                 |
| 高瀬耕造    | 東京アナウンス室     | 列島ニュース （キャスター・交代制） 激突メシあがれ （MC）               | 兵庫県出身                     |
| 三條雅幸    | 東京アナウンス室     | かんさい熱視線 （キャスター） 列島ニュース （キャスター・交代制）       |                                |
| 小山径      | 東京アナウンス室     | ほっと関西 （月～水曜キャスター） 列島ニュース （キャスター・交代制）   |                                |
| 伊藤雄彦*   | 旧日本語センター出向 | ウイークエンド関西 （キャスター） 列島ニュース （キャスター・交代制）   | 大阪市出身                     |
| 大山武人*   | 大津                 | 関西ラジオワイド （キャスター）                                         | 大阪市出身                     |
| 倉沢宏希    | 大津                 | ほっと関西 （木・金曜キャスター）                                       |                                |
| 小宮山晃義  | 東京アナウンス室     | 各種スポーツ中継 おはよう関西 （キャスター・交代制）                    |                                |
| 加藤向陽    | 鳥取                 | 歴史探偵 （リポーター「探偵」役）                                       |                                |
| 秋鹿真人*   | 奈良                 | 歴史探偵 （リポーター「探偵」役） 関西ラジオワイド （キャスター）       |                                |
| 瀬戸秀夫    | 松山                 | 関西のニュース                                                          | シニアアナウンサー（嘱託移行） |
| 澗隨操司*   | 京都                 | 関西のニュース                                                          | 吹田市出身                     |
| 武本大樹    | 広島                 | 各種スポーツ中継 関西のニュース                                         |                                |
| 太田雅英*   | 熊本                 | 各種スポーツ中継 関西のニュース                                         |                                |
| 法性亮太    | 熊本                 | 各種スポーツ中継 関西のニュース                                         |                                |
| 西川順一    | G-Media出向          | 各種スポーツ中継 関西のニュース                                         |                                |
| 伊藤慶太*   | 東京アナウンス室     |                                                                         |                                |
| 女性        |                      |                                                                         |                                |
| 嶋田ココ    | 長崎                 | ほっと関西 （月曜 - 水曜キャスター） 激突メシあがれ （MC）              | 兵庫県出身                     |
| 木村穂乃    | 名古屋               | おはよう関西 （キャスター・交代制） 歴史探偵 （リポーター「探偵」役）   |                                |
| 塩﨑実央    | 高松                 | 列島ニュース （キャスター・交代制） 歴史探偵 （リポーター「探偵」役）   |                                |
| 田代杏子*   | 国際放送局           | おはよう関西 （キャスター・交代制） 列島ニュース （キャスター・交代制） | 通算三度目の勤務               |
| 一柳亜矢子  | 東京アナウンス室     | 大阪発 きょうの料理 列島ニュース （キャスター・交代制）                 |                                |
| 鹿島綾乃*   | 東京アナウンス室     | ほっと関西 （木・金曜キャスター） 列島ニュース （キャスター・交代制）   | 前回は記者として在籍           |
| 兼清麻美*   | 放送文化研究所       | 列島ニュース （キャスター・交代制）                                     |                                |
| 北郷三穂子* | 神戸                 | 関西のニュース                                                          |                                |
| 寺井巳央    | 初任地               | 関西のニュース                                                          | 地域職員 滋賀県出身            |

### 専属契約キャスター
下記の専属契約アナウンサーは大阪局の公式サイトに記載されていない。
大阪局は昔から外部人材を積極的に自局番組に起用してきたこともあり、専属者は報道部所属の報道番組担当者など一部に限られてきたが、NHKの人事制度見直しなどの影響を受け数を減らしつつあり、現在はアナウンサーと同じ「コンテンツセンター」での契約となっている。
またローカル枠のうち、10:55、11:50、12:55、13:55、15:55に放送されるラジオ第1（11:50と12:55はFMも）の関西のニュース・気象情報・お知らせを担当する場合もある。
| 氏名     | 前職                      | 主な担当番組                      | 備考 |
| -------- | ------------------------- | --------------------------------- | ---- |
| 當麻陽香 | 鹿児島 （契約キャスター） | ほっと関西 （リポーター）         |      |
| 斉藤菜緒 | 松江 （契約キャスター）   | ほっと関西 （リポーター）         |      |
| 上岡梨紗 | 熊本放送アナウンサー      | ほっと関西 （リポーター）         |      |
| 廣瀬絢南 | 青森放送アナウンサー      | ほっと関西 （スポーツキャスター） |      |
| 荒山沙織 | 京都 （契約キャスター）   | ぐるっと関西おひるまえ 京いちにち |      |

### 外部出演者
主な人物に限る。
| 氏名       | 前職など                                  | 主な担当番組                                      | 所属               |
| 外部出演者 | 外部出演者                                | 外部出演者                                        | 外部出演者         |
| ---------- | ----------------------------------------- | ------------------------------------------------- | ------------------ |
| 中倉真梨子 |                                           | 関西ラジオワイド                                  | 舞夢プロ           |
| 岸有佳里   |                                           | 関西ラジオワイド                                  | グループエコー     |
| 根木おおみ |                                           | 関西ラジオワイド                                  | グループエコー     |
| 武田訓佳   |                                           | ぐるっと関西おひるまえ                            | 舞夢プロ           |
| 小野塚康之 | 正職員アナウンサー                        | 関西発ラジオ深夜便 （第1金曜日）                  |                    |
| 中村宏     | 正職員アナウンサー                        | 関西発ラジオ深夜便 （第2金曜日）                  |                    |
| 気象予報士 |                                           |                                                   |                    |
| 坂下恵理   | ワールドWaveモーニング （気象キャスター） | 列島ニュース                                      | 南気象予報士事務所 |
| 塩見泰子   | 福井テレビアナウンサー                    | NHKニュースおはよう関西                           | 南気象予報士事務所 |
| 前川夏生   | 広島 （契約キャスター）                   | ほっと関西 （月曜日）                             | 南気象予報士事務所 |
| 垂水千佳   | 神戸 （契約キャスター）                   | ほっと関西 （火曜日 - 金曜日） ウイークエンド関西 | 南気象予報士事務所 |

## 馬場町
現在の放送会館は大阪市中央区大手前4丁目1番20号に所在するが、旧放送会館は「馬場町（ばんばちょう）」に所在していた。このためコールサインJOBKは、「ジャパン・オオサカ・バンバチョウ・カド」の略であるというジョークがあった。
NHKラジオ第1放送の『関西発土曜サロン』（後の『かんさい土曜ほっとタイム』、2019年〈平成31年〉3月16日放送終了）のパーソナリティ、佐藤誠は番組冒頭で必ず、この「ジャパン・オオサカ・バンバチョウ・カド」を挨拶代わりに用いていた。2001年の放送会館移転後は「ジャパン・オオサカ・バンバチョウの・キンジョ」に改めている。

## BKプラザ

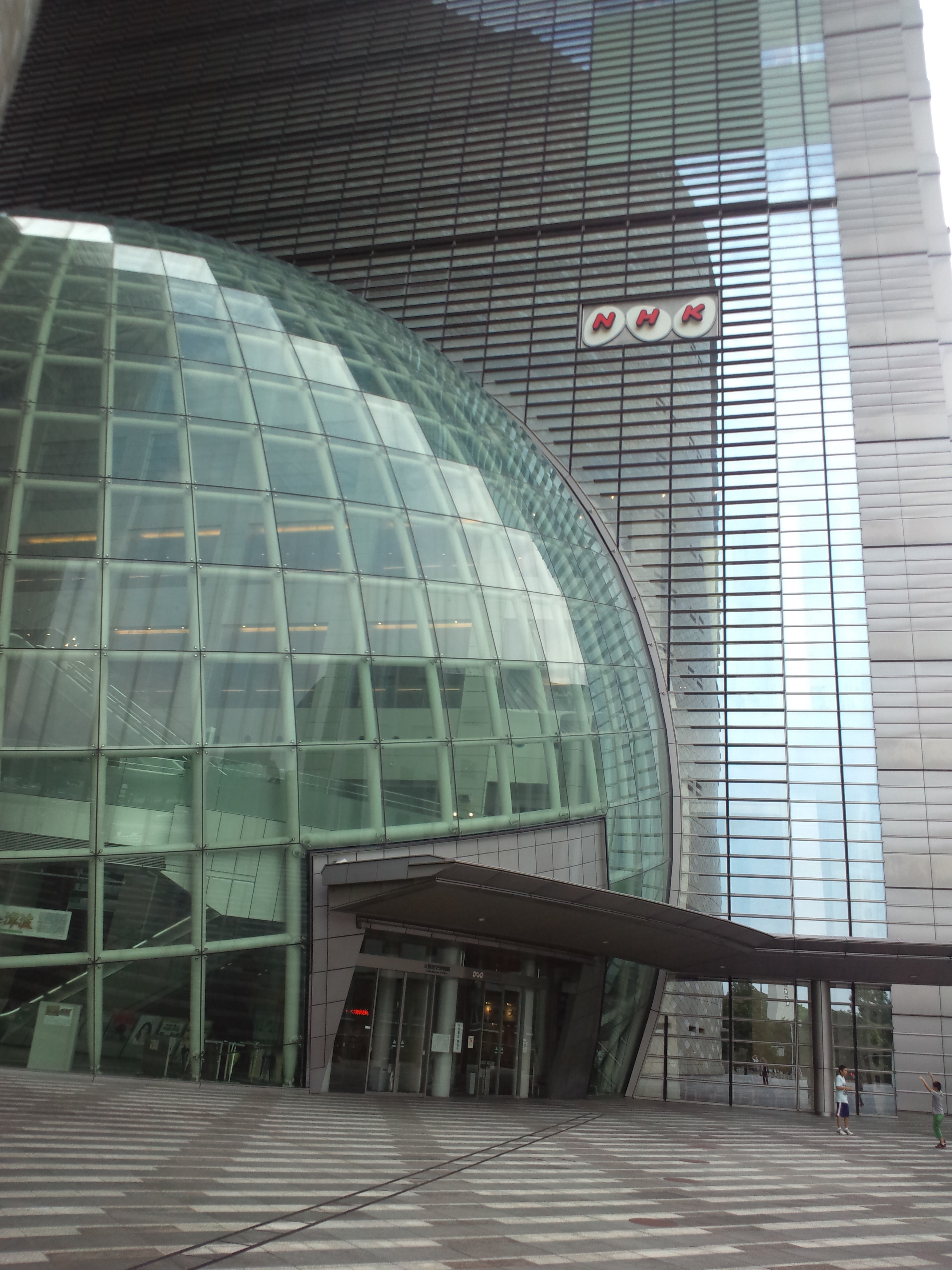
アトリウム外観（2012年8月）

- 2001年11月に新局舎が完成した際、1階と9階を視聴者とのふれあいスペース「BKプラザ」としてオープンした。
- 開館日時：毎日10:00から18:00（入場締め切り17:30）
- 休館日：毎週火曜日（設備メンテナンス実施日）と年末年始（12月29日から翌年1月3日）
- 入館料：無料（ただしグループ=20名以上は要予約）
- 1階にはオープンスタジオが設けられており、『ぐるっと関西おひるまえ』『あほやねん!すきやねん!』のテレビの帯ワイド番組をはじめ、毎月第3週の土曜日には（8月を除く。10月は会館公開日の当日）『かんさい土曜ほっとタイム』、また随時『FMサウンドポケット なみはな』など公開放送に使用されている。また視聴者が放送スタジオの雰囲気を疑似体験できる「なりきりスタジオ」や関西関連の番組を収蔵した『BKライブラリー』、地上デジタルテレビジョン放送の体験コーナー、NHKの番組・『おかあさんといっしょ』などのキャラクター関連グッズの展示・販売を行うコーナーがある。
※オープンスタジオでは平日は学校や会社などの社会見学として、休日や学校の長期休校日などには個人見学によって番組の収録体験をすることができる。
- また1階にはアトリウム（大阪放送局と大阪歴史博物館の共通エントランス）があり、ここには喫茶店が設けられている他、11月の施設見学会のアトラクションなどをはじめとした様々なイベントにも使用されている。
- 9階は8階にあるドラマスタジオの収録を窓越しに見学することができる「スタジオビジョン」をはじめ、NHKアーカイブスのオンライン・ライブラリーコーナー、大阪放送局制作のドラマ・バラエティーなどに出演しているタレントらのサインなどを展示する「あこがれショーケース」、大阪放送局の歴史や放送局の裏側を収録した「BKパノラマグラフィティー」などが展示されている。

## 広報活動
2013年頃から2017年9月まで、「NHK大阪 “声” プロジェクト」のイメージキャラクターとして、全身タイツの「広報大使ボイスマン」がいた。
2018年4月13日（金）大安には、ご当地どーもくんの「おばちゃんどーもくん」が誕生し、大阪放送局公式Twitterでの広報活動も担当し始めた。

### イベント「BKワンダーランド」
大阪放送会館の局舎・施設公開イベント。旧放送会館時代は「NHK展」（於：心斎橋そごう）、「ふれあい広場」の名称で開催していたが、現在は「BKワンダーランド」の名称で11月の文化の日前後の週末に、また春にも「BKさくらまつり」として3月の春分の日前後の1週間程度開催している。
放送会館、NHK大阪ホール・BKプラザ・1階アトリウム周辺・屋外を会場に、毎回テーマは異なるが、大阪放送局制作番組の公開放送（協賛特番を含む）、新作アニメやドラマ出演者によるトークイベント、人気キャラクターのステージショー（『いないいないばあっ!』のワンワンなど）、最新の放送技術を体験するコーナーといった、幼児から年配者までを対象にした様々なイベントが行われる。秋は、放送中の大阪放送局制作「連続テレビ小説」をメインに、美術セット見学や出演者による連動イベント（ヒロインのトークショーなど）が行われることが多い。
NHK大阪ホールを会場にアニメソング限定のど自慢大会『アニソンのど自慢』の公開収録や、大阪放送局85周年公式マスコットキャラクター「びぃきんぐ」による全国のNHK地方局キャラクター大集合イベントといった企画が行われたこともある。

## 大阪放送局管轄のNHK放送局
- NHK京都放送局
- NHK神戸放送局
- NHK大津放送局（非隣接）
- NHK奈良放送局
- NHK和歌山放送局